# Gentlemen (cheval)
Gentlemen, né en 1992, est un cheval de course pur-sang anglais ayant fait carrière en Argentine puis aux États-Unis.

## Carrière de courses
Vainqueur de deux des trois classiques de sa génération, le Gran Premio Polla de Potrillos et le Gran Premio Nacional, Gentlemen fut le champion de sa génération en Argentine malgré son échec dans le deuxième volet du triptyque, le Gran Premio Jockey Club. Intouchable chez lui, le poulain poursuit sa carrière aux États-Unis à partir de 1996, lorsqu'il intègre les effectifs de l'entraîneur californien Richard Mandella. Sa première année américaine est parfaite, n'était une anecdotique rentrée manquée dans une course à conditions en juin : trois victoires de groupe, et la perspective d'affronter les meilleurs chevaux d'âge américains.
Ce sera pour l'année suivante, 1997, qui restera sa grande année. Après une victoire dans le San Antonio Handicap et un accessit dans le Santa Anita Handicap, Gentlemen se rend pour la première fois sur la Côte Est et met à raison dans le Pimlico Special celui qui passe alors pour le meilleur cheval du pays, Skip Away, élu 3 ans de l'année en 1996 et futur Hall of Famer. De retour en Californie, il enchaîne avec deux courses prestigieuses, la Hollywood Gold Cup et le Pacific Classic. Peut-être son échec dans sa dernière course de l'année, le Woodbine Mile, lui coûte-t-il le titre de cheval d'âge de l'année, qui revient à Skip Away, qu'il avait pourtant battu à Pimlico. Il n'empêche : au vu des ratings Timeform, Gentlemen, qui revendique un sensationnel 136, est bien le meilleur cheval d'Amérique du Nord (Skip Away émarge à 134, mais son palmarès parle pour lui).
En 1998, Gentlemen s'impose pour sa rentrée dans le San Antonio Handicap, mais ce sera la dernière victoire de sa carrière. Il enchaîne ensuite les accessits. Skip Away prend sa revanche sur lui dans la Hollywood Gold Cup puis les Woodward Stakes. Il termine également deuxième du Pacific Classic et de la Jockey Club Gold Cup (devant Skip Away). Ses adieux sont programmés dans la Breeders' Cup Classic, pour laquelle son propriétaire a dû s'acquitter d'une supplémentation au prix de $ 800 000. L'édition 1998 est très relevée : deux futurs Hall of Famers sont au départ, Silver Charm et Skip Away, il y a aussi le globe-trotter français Swain, le 3 ans Victory Gallop, rival de Real Quiet (le grand absent du jour) dans la Triple Couronne, Coronado's Quest (Travers Stakes) ou encore Awesome Again, invaincu cette année. On aurait voulu voir Gentlemen se mêler à la lutte finale, mais une blessure durant le parcours l'oblige son jockey Corey Nakatani à l'arrêter, et le champion argentin de quitter ainsi la scène.

### Résumé de carrière
| Date             | Hippodrome       | Pays             | Course                         | !Statut          | Distance         | Jockey                 | Place            | Écart            | Vainqueur ou deuxième |
| 1995-1996, 3 ans | 1995-1996, 3 ans | 1995-1996, 3 ans | 1995-1996, 3 ans               | 1995-1996, 3 ans | 1995-1996, 3 ans | 1995-1996, 3 ans       | 1995-1996, 3 ans | 1995-1996, 3 ans | 1995-1996, 3 ans      |
| ---------------- | ---------------- | ---------------- | ------------------------------ | ---------------- | ---------------- | ---------------------- | ---------------- | ---------------- | --------------------- |
| 10 juin          | San Isidro       | Argentine        | Don Juan                       | Maiden           | 1 600 m          | Jorge Valdivieso       | 2e / 14          | 1                | Tusyn                 |
| 26 juin          | San Isidro       | Argentine        | Premio Prohibida Oca           | Maiden           | 1 600 m          | Jorge Valdivieso       | 1er / 14         | 9                | Potritio              |
| 5 août           | San Isidro       | Argentine        | Gran Premio Dos Mil Guineas    | Gr. 1            | 1 600 m          | Jacinto Rafael Herrera | 1er / 12         | 1/2              | Espirro               |
| 9 septembre      | Palermo          | Argentine        | Gran Premio Polla de Potrillos | Gr. 1            | 1 600 m          | Jacinto Rafael Herrera | 1er / 12         | 2 1⁄2            | Munecote              |
| 7 octobre        | San Isidro       | Argentine        | Gran Premio Jockey Club        | Gr. 1            | 2 000 m          | Jacinto Rafael Herrera | 4e / 13          | 5                | Espirro               |
| 4 novembre       | Palermo          | Argentine        | Gran Premio Nacional           | Gr. 1            | 2 500 m          | Jacinto Rafael Herrera | 1er / 12         | 1 1⁄2            | Flirteando            |
| 1996, 4 ans      |                  |                  |                                |                  |                  |                        |                  |                  |                       |
| 19 juin          | Hollywood Park   | États-Unis       | Allowance                      |                  | 1 700 m          | Corey Nakatani         | 6e / 6           | 10 1⁄4           | Dramatic Gold         |
| 27 juillet       | Del Mar          | États-Unis       | Allowance                      |                  | 1 700 m          | Corey Nakatani         | 1er / 5          | 1 1⁄4            | Dernier Empereur      |
| 28 septembre     | Bay Meadows      | États-Unis       | Bay Meadows Handicap           | Gr. 3            | 1 800 m          | Corey Nakatani         | 1er / 5          | 5                | Party Season          |
| 30 novembre      | Hollywood Park   | États-Unis       | Citation Handicap              | Gr. 2            | 1 800 m          | Gary Stevens           | 1er / 7          | 2 1⁄2            | Smooth Runner         |
| 22 décembre      | Hollywood Park   | États-Unis       | Native Diver Handicap          | Gr. 3            | 1 800 m          | Gary Stevens           | 1er / 5          | 9                | Dramatic Gold         |
| 1997, 5 ans      |                  |                  |                                |                  |                  |                        |                  |                  |                       |
| 2 février        | Santa Anita      | États-Unis       | San Antonio Handicap           | Gr. 2            | 1 800 m          | Gary Stevens           | 1er / 5          | 3/4              | Alphabet Soup         |
| 2 mars           | Santa Anita      | États-Unis       | Santa Anita Handicap           | Gr. 1            | 2 000 m          | Gary Stevens           | 3e / 11          | 3                | Siphon                |
| 10 mai           | Pimlico          | États-Unis       | Pimlico Special                | Gr. 1            | 1 900 m          | Gary Stevens           | 1er / 8          | 1/2              | Skip Away             |
| 29 juin          | Hollywood Park   | États-Unis       | Hollywood Gold Cup             | Gr. 1            | 2 000 m          | Gary Stevens           | 1er / 6          | 4                | Siphon                |
| 9 août           | Del Mar          | États-Unis       | Pacific Classic Stakes         | Gr. 1            | 2 000 m          | Gary Stevens           | 1er / 5          | 2 3⁄4            | Siphon                |
| 20 septembre     | Woodbine         | Canada           | Woodbine Mile                  |                  | 1 600 m          | Gary Stevens           | 5e / 12          | 2 3⁄4            | Geri                  |
| 1998, 6 ans      |                  |                  |                                |                  |                  |                        |                  |                  |                       |
| 7 février        | Santa Anita      | États-Unis       | San Antonio Handicap           | Gr. 2            | 1 800 m          | Gary Stevens           | 1er / 5          | 6                | Da Bull               |
| 7 mars           | Santa Anita      | États-Unis       | Santa Anita Handicap           | Gr. 1            | 2 000 m          | Pat Day                | 4e / 4           | 7 1⁄2            | Malek                 |
| 28 juin          | Hollywood Park   | États-Unis       | Hollywood Gold Cup             | Gr. 1            | 2 000 m          | Gary Stevens           | 3e / 8           | 2 3⁄4            | Skip Away             |
| 15 août          | Del Mar          | États-Unis       | Pacific Classic Stakes         | Gr. 1            | 2 000 m          | Corey Nakatani         | 2e / 9           | 4                | Free House            |
| 19 septembre     | Belmont Park     | États-Unis       | Woodward Stakes                | Gr. 1            | 1 800 m          | Corey Nakatani         | 2e / 5           | 1 3⁄4            | Skip Away             |
| 10 octobre       | Belmont Park     | États-Unis       | Jockey Club Gold Cup           | Gr. 1            | 2 000 m          | Corey Nakatani         | 2e / 6           | 5 1⁄2            | Wagon Limit           |
| 7 novembre       | Churchill Downs  | États-Unis       | Breeders' Cup Classic          | Gr. 1            | 2 000 m          | Corey Nakatani         | Arrêté           |                  | Awesome Again         |

## Au haras
En 1999 Gentlemen entame à Walmac Farm, dans le Kentucky, une carrière d'étalon à $ 30 000 la saillie. Transféré en Californie en 2006, puis en Louisiane en 2009, il l'achèvera dans l'anonymat, à $ 1 500 la saillie, se montrant piètre reproducteur.

## Origines
Le pedigree de Gentlemen n'a rien de glamour. Son père est le Français Robin des Bois, un membre de l'écurie Niárchos dont le modeste titre de gloire fut une troisième place dans le Critérium de Maisons-Laffitte. Exporté en Argentine en 1991, il y mourut prématurément, en 1996, après avoir donné un autre champion local, Painter, triple lauréat de groupe 1. De modeste extraction, la mère de Gentlemen est une jument américaine importée en Argentine en 1987. Elle était restée inédite aux États-Unis.

### Pedigree
| Origines de Gentlemen (ARG), mâle alezan né en 1992 | Origines de Gentlemen (ARG), mâle alezan né en 1992 | Origines de Gentlemen (ARG), mâle alezan né en 1992 | Origines de Gentlemen (ARG), mâle alezan né en 1992 |
| --------------------------------------------------- | --------------------------------------------------- | --------------------------------------------------- | --------------------------------------------------- |
| Père Robin des Bois                                 | Nureyev                                             | Northern Dancer                                     | Nearctic                                            |
| Père Robin des Bois                                 | Nureyev                                             | Northern Dancer                                     | Natalma                                             |
| Père Robin des Bois                                 | Nureyev                                             | Special                                             | Forli                                               |
| Père Robin des Bois                                 | Nureyev                                             | Special                                             | Thong                                               |
| Père Robin des Bois                                 | Rare Mint                                           | Key to The Mint                                     | Graustark                                           |
| Père Robin des Bois                                 | Rare Mint                                           | Key to The Mint                                     | Key Bridge                                          |
| Père Robin des Bois                                 | Rare Mint                                           | Another Treat                                       | Cornish Bridge                                      |
| Père Robin des Bois                                 | Rare Mint                                           | Another Treat                                       | Rare Treat                                          |
| Mère Elegant Glance                                 | Loose Cannon                                        | Nijinsky                                            | Northern Dancer                                     |
| Mère Elegant Glance                                 | Loose Cannon                                        | Nijinsky                                            | Flaming Page                                        |
| Mère Elegant Glance                                 | Loose Cannon                                        | Java Moon                                           | Graustark                                           |
| Mère Elegant Glance                                 | Loose Cannon                                        | Java Moon                                           | Golden Trail                                        |
| Mère Elegant Glance                                 | Hidden Glance                                       | Gentle Smoke                                        | Gentle Art                                          |
| Mère Elegant Glance                                 | Hidden Glance                                       | Gentle Smoke                                        | Smoke Veil                                          |
| Mère Elegant Glance                                 | Hidden Glance                                       | Mesmerize                                           | Francis S.                                          |
| Mère Elegant Glance                                 | Hidden Glance                                       | Mesmerize                                           | Any Port (famille 7-a)                              |